# Villamassargia

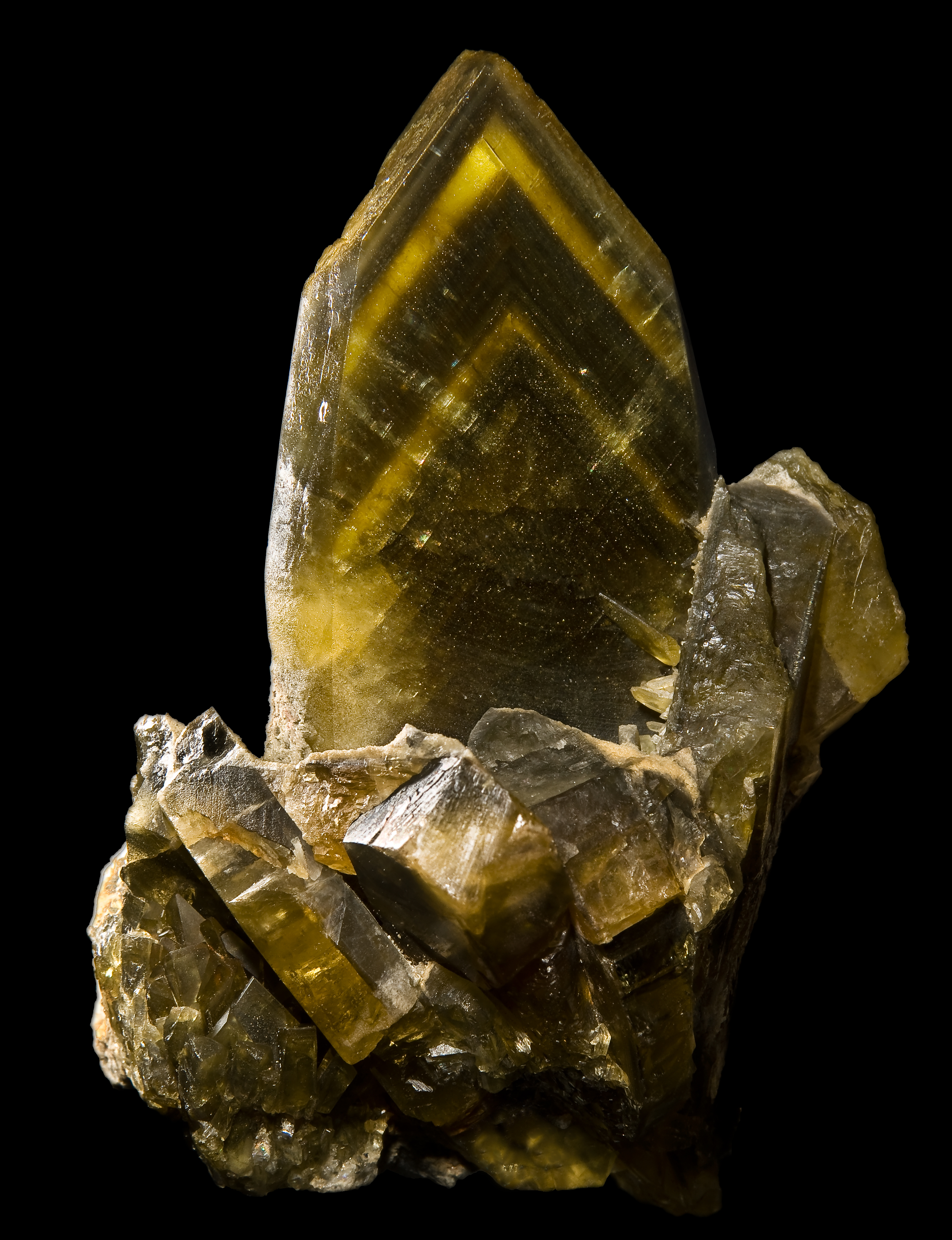
Baryt - Monte Mesu - Villamassargia

Villamassargia – miejscowość i gmina we Włoszech, w regionie Sardynia, w prowincji Sud Sardegna.
Według danych na rok 2004 gminę zamieszkiwało 3711 osób, 40,8 os./km². Graniczy z Domusnovas, Iglesias, Musei, Narcao i Siliqua.